# Nemiche per la pelle
Pour plus de détails, voir Fiche technique et Distribution.
Nemiche per la pelle est un film italien réalisé par Luca Lucini, sorti en 2016, avec Claudia Gerini, Margherita Buy, Paolo Calabresi et Giampaolo Morelli dans les rôles principaux.

## Synopsis
Lucia (Margherita Buy) et Fabiola (Claudia Gerini) se détestent. La première est l'ex-épouse de Paolo tandis que la seconde est sa nouvelle épouse. Elles sont pourtant obligés de se rapprocher lorsque Paolo décède subitement, laissant à son jeune fils unique, né d'une relation adultère, la succession de son cabinet d'architecte.

## Fiche technique
- Titre : Nemiche per la pelle
- Titre original : Nemiche per la pelle
- Réalisation : Luca Lucini
- Scénario : Doriana Leondeff (it) et Francesca Manieri (it) sur une idée de Margherita Buy
- Photographie : Claudio Cofrancesco
- Montage : Massimo Fiocchi (it)
- Musique : Fabrizio Campanelli (it)
- Costumes : Roberta Ciotti et Monica Celeste
- Décors : Luca Servino
- Producteur : Donatella Botti
- Société de production : Bianca Film et Rai Cinema
- Pays d'origine :  Italie
- Langue : Italien
- Format : Couleur
- Genre : Comédie dramatique
- Durée : 92 minutes
- Dates de sortie :
  -  Italie : 8 avril 2016 (Bari International Film Festival)
  -  Italie : 13 avril 2016

## Distribution
- Claudia Gerini: Fabiola
- Margherita Buy : Lucia
- Giampaolo Morelli : Giacomo
- Paolo Calabresi : Stefano
- Mihaela Irina Dorlan (it) : Ambra
- Gigio Morra (it) : Attilio
- Lucia Ragni : Signora Innocenti
- Andrea Bosca (it) : Ruggero
- Shi Yang Shi : Marco Chang
- Pia Engleberth : la sœur
- Federica Fracassi (it) : Coralla
- Bettina Giovannini (it) : Melinda
- Stefano Santospago (it) : Paolo
- Jasper Cabal : Paolo Junior
- Carola Stagnaro : une acheteuse

## Prix et distinctions
- Nomination au Ciak d'oro du meilleur acteur dans un second rôle en 2016 pour Paolo Calabresi.